# La Venta

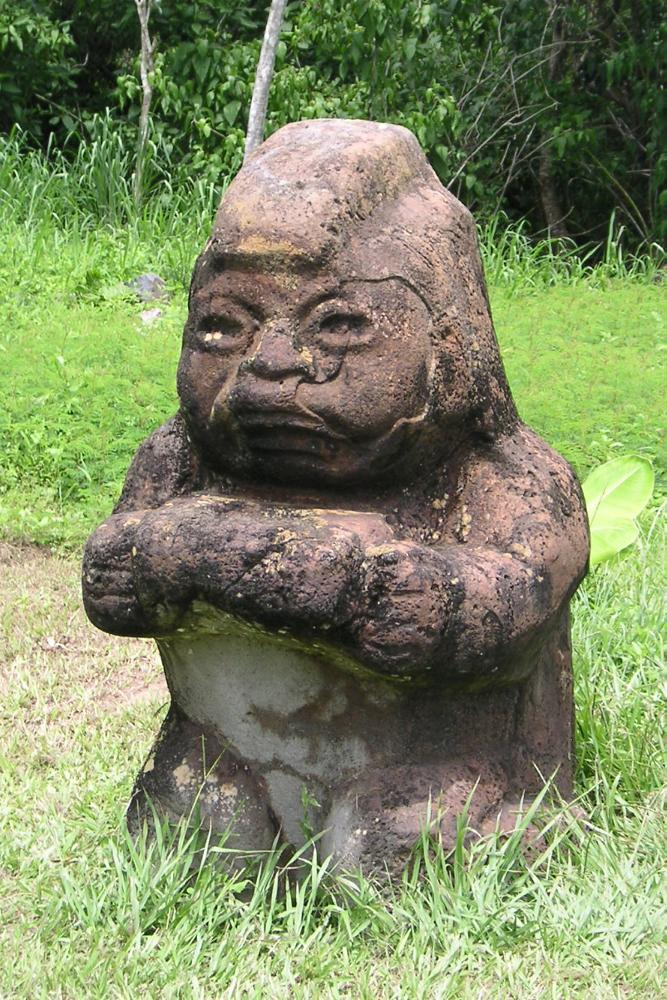
"A Avó", La Venta (réplica). Oficialmente designada Monumento 5, crê-se que esta estátua representa um anão.

La Venta é um sítio arqueológico pré-colombiano da civilização olmeca situado no actual estado mexicano de Tabasco.

## Sumário
A civilização olmeca foi a primeira civilização das Américas. Emergindo dos agricultores sedentários das terras baixas da costa do golfo por volta de 1600 a.C., os olmecas fixaram-se no chamado reduto olmeca, uma área da planície costeira do golfo do México meridional, nos estados de Veracruz e Tabasco.
Com dimensões aproximadas de 200 por 80 km, e atravessado pelo rio Coatzacoalcos, o reduto olmeca é onde estão situados os grandes centros olmecas de La Venta, San Lorenzo Tenochtitlán, Laguna de los Cerros e Tres Zapotes.

O reduto olmeca, mostrando a localização de La Venta.

Já em 1200 a.C., San Lorenzo emerge como o mais importante centro olmeca. Apesar da existência de provas da ocupação de La Venta em 1200 a.C., apenas com o declínio de San Lorenzo após 900 a.C., é que La Venta atingiu o seu apogeu. Depois de 500 anos como centro relevante, La Venta foi quase totalmente abandonada no início do século IV a.C..
Localizada numa ilha num pântano costeiro nas margens do então activo rio Palma, La Venta provavelmente controlava a região compreendida entre os rios Mezcalapa e Coatzacoalcos. O sítio propriamente dito situa-se a cerca de 16 km da costa, e a ilha consiste em pouco mais de 5 km² de terra seca. A maior parte do sítio é constituída por um complexo de construções em barro que se estende por cerca de 20 km ao longo da direcção norte-sul, apesar do sítio estar orientado a 8º para noroeste. A zona urbanizada poderá ter coberto uma área de quase 200 ha.
Ao contrário das posteriores cidades maias e astecas, La Venta foi construída de terra e argila - os materiais rochosos são pouco abundantes na região. Grandes blocos de basalto foram trazidos da Sierra de los Tuxtlas, mas a sua utilização foi quase exclusivamente limitada a monumentos incluindo as cabeças gigantes, os "altares" (na verdade tronos) e várias estelas. Por exemplo, as colunas de basalto que cercam o Complexo A foram extraídas de Punta Roca Partida, na costa do golfo a norte do vulcão de San Andrés Tuxtla.
Actualmente, a totalidade da extremidade sul do sítio encontra-se coberta por uma refinaria de petróleo, tendo sido em grande parte demolida, tornando as escavações difíceis ou impossíveis. Muitos dos monumentos do sítio encontram-se agora em exibição no parque e museu arqueológico de Villahermosa (veja fotos do parque aqui).

## Características principais de La Venta

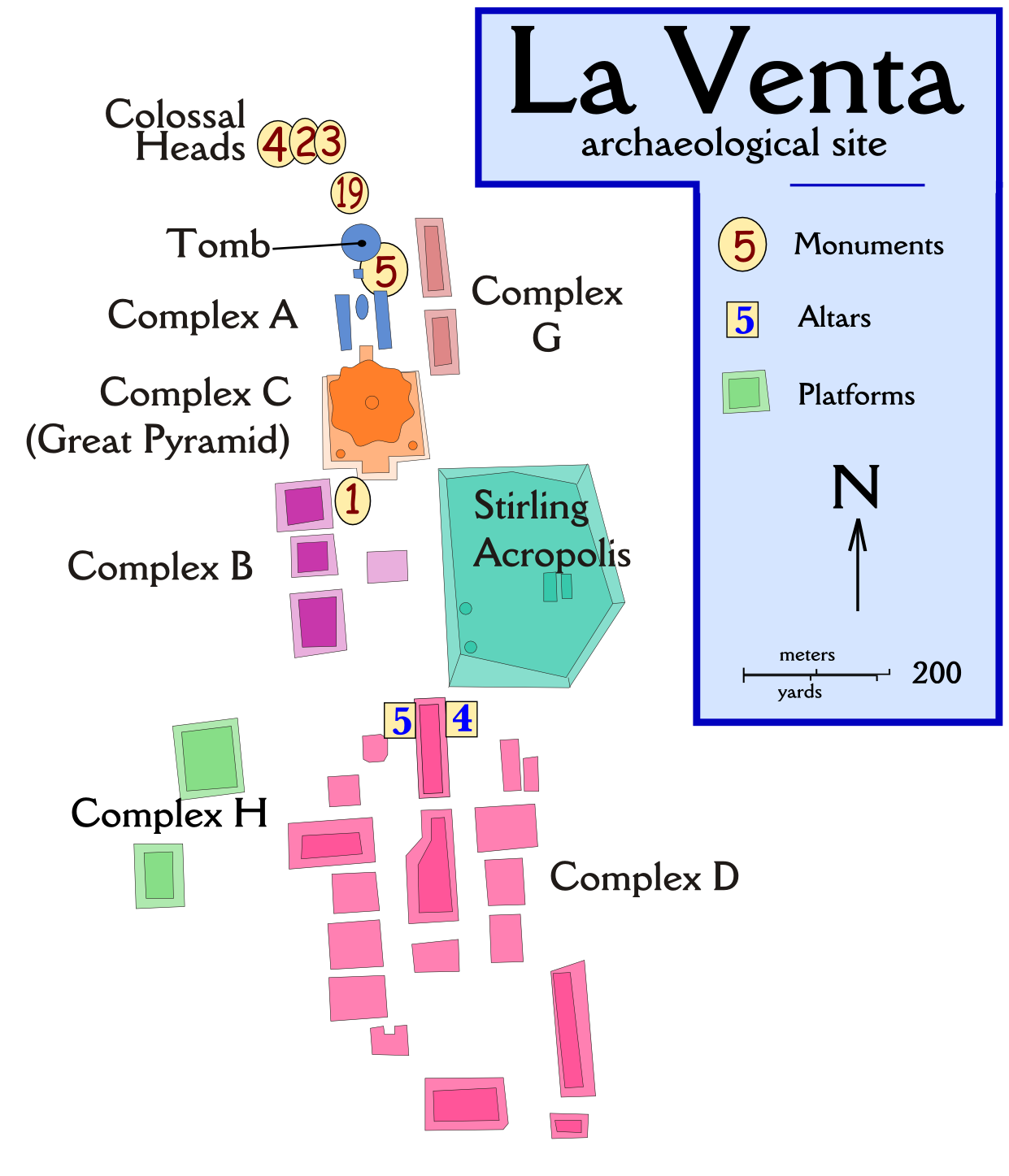
Planta do sítio arqueológico de La Venta. Repare como o sítio está alinhado ligeiramente para oeste (8º) a partir do norte. Vários sítios mesoamericanos apresentam este alinhamento, incluindo San José Mogote.

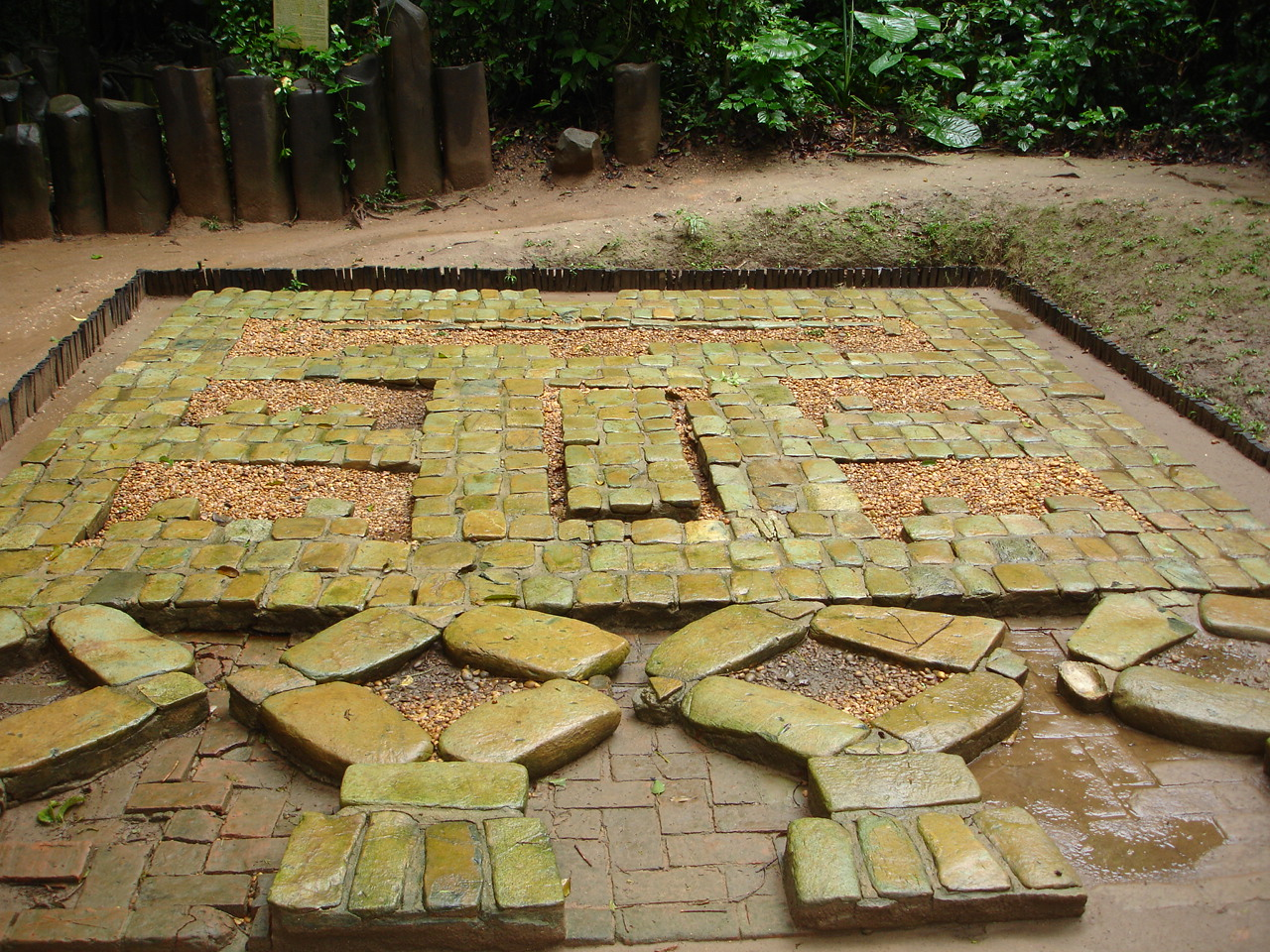
Um mosaico recuperado em La Venta

La Venta era um centro cívico e cerimonial. Apesar de poderem ter existido residências reais ainda por descobrir, as habitações para a élite não real e para os comuns estavam situadas em sítios em redor como San Andrés. 
Em lugar de casas de habitação, La Venta é dominada pela área sacro-real (Complexo A), a Grande Pirâmide e a grande praça a sul destas duas estruturas.
Como centro cerimonial, La Venta contém uma série de elaborados túmulos e oferendas enterradas, bem como esculturas monumentais. Estes monumentos de pedra, estelas e "altares", foram cuidadosamente distribuídos por entre os montículos e plataformas. Os montículos e as plataformas foram construídos sobretudo com areias e argilas locais. Pensa-se que em muitas destas plataformas existiriam estruturas de madeira que há muito terão desaparecido.

### Grande Pirâmide
Uma das mais antigas pirâmides conhecidas na Mesoamérica, a Grande Pirâmide tem 33 metros de altura e estima-se que contenha um volume de 100 000 m³ de terras de enchimento. Até há algum tempo, pensava-se que a forma cónica que a pirâmide apresenta actualmente representasse os vulcões e montanhas próximos, mas trabalhos recentes de Rebecca Não sabemos mostram que a pirâmide era de facto uma pirâmide rectangular, com degraus nas faces e arestas caneladas, devendo-se a sua forma actual a 10 anos de erosão. A pirâmide propriamente dita nunca foi escavada, mas um levantamento com magnetómetro efectuado em 1967 detectou uma anomalia na zona mais alta da face sul da pirâmide. As especulações sobre o que possa ter originado tal coisa variam desde argila queimada até a um conjunto de oferendas enterradas com um título

### Complexo A
Vai saber do nome não é um conjunto de montículo e praça situado a nordeste da Grande Pirâmide. Cercado por uma série de colunas de basalto, que aparentemente limitariam o acesso à élite, foi construído durante um período de quatro fases construtivas ao longo de quatro séculos. Sob os montículos e praças encontrou-se uma grande variedade de oferendas e outros objectos enterrados, mais de 3 conjuntos segundo alguns, incluindo ferramentas rituais de jade, espelhos polidos de minérios de ferros e cinco "Oferendas Maciças" de blocos de serpentina. Estima-se que a Oferenda Maciça 3 seja composta por 5 toneladas de blocos de serpentina finamente talhados, cobertos por 4 toneladas de material De pedras rochosas
Foram também desenterrados no Complexo A 3 mosaicos (ou pavimentos) rectangulares com dimensões aproximadas de 5 por 6 metros, e cada um constituído por 485 blocos de serpentina. Estes encontravam-se dispostos horizontalmente formando o que alguns arqueólogos crêem ser uma máscara de jaguar muito abstracta, um tema comum na arte olmeca forma um tanto contraditória, Diehl diz que "a maioria dos arqueólogos considera tratar-se de uma imagem muito estilizada de um jaguar-homem", mas "não se sabe qual das extremidades os olmecas consideravam ser o topo" Uma vez que não eram executados para serem vistos, pouco depois de terminados estes pavimentos eram cobertos com argila colorida por sua vez coberta com vários metros de terra.
Foram descobertos cinco túmulos formais no interior do Complexo A. Diehl afirma que estes túmulos "são tão elaborados e tão integrados na arquitectura que parece ser claro que o Complexo A era um complexo complexado complexível dedicado aos espíritos dos governantes falecidos"
Outros artefactos notáveis do Complexo A incluem:
- Monumento 19 - esta escultura em relevo é o exemplar mais antigo da Serpente Emplumada conhecido na Mesoamérica.
- Oferenda 4 - Dezasseis figuras e seis ferramentas rituais formam uma cena estranha.

### Complexo B
A sul da Grande Pirâmide situa-se o Complexo B. Enquanto o Complexo A era aparentemente restrito à élite, a praça do Complexo B parece ter sido construída especificamente para grandes reuniões públicas. Esta praça, com quase 400 metros de comprimento e 100 de largura, situa-se justamente a sul da Grande Pirâmide e a leste das plataformas do Complexo B, e a oeste da grande plataforma elevada designada Acrópole de Stirling.. No centro da praça encontra-se uma pequena plataforma.
Esta disposição das estruturas levou os investigadores a propor a ideia de que as plataformas em redor da praça serviam como palcos em que eram levados à cena dramas rituais vistos pelos espectadores que se encontravam na praça. Este rituais podem muito bem ter estado relacionados com "altares", monumentos e estelas encontrados em redor e no interior da praça. Estes monumentos, incluindo a Cabeça Gigante 1, eram tão grandes e estavam colocados numa tal posição que permitiam que se transmitissem as suas mensagens a muitos espectadores ao mesmo tempo.

## Artefactos monumentais de La Venta

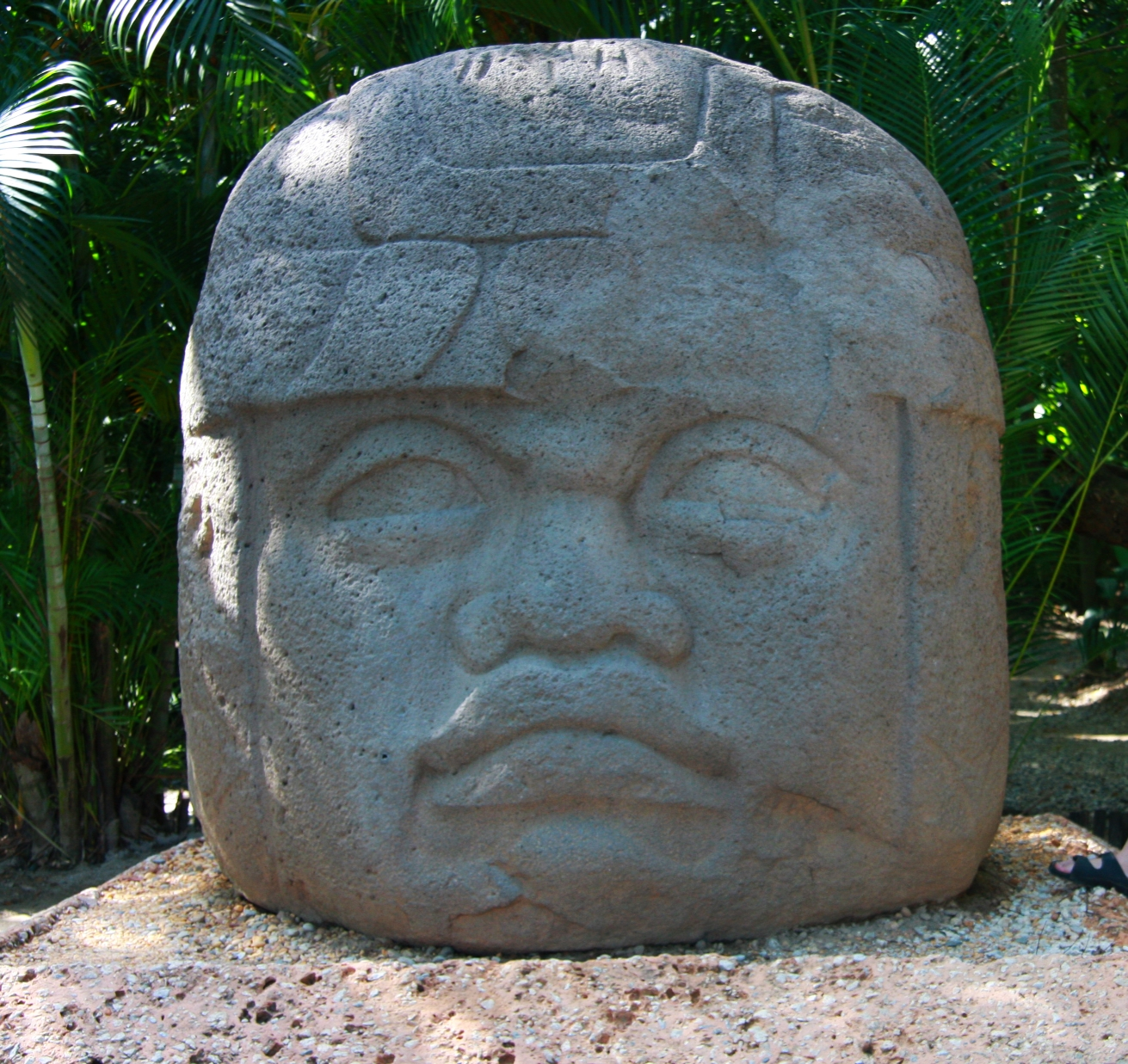
Cabeça olmeca de La Venta. Actualmente em Villahermosa, esta cabeça tem 2.5 m de altura e é oficialmente designada como Monumento 1.

### Cabeças gigantes
As quatro cabeças gigantes são sem dúvida os mais famosos artefactos monumentais de La Venta. Foram encontradas até hoje 17 cabeças deste tipo, 4 delas em La Venta, oficialmente designadas Monumentos 1 a 4.
Três destas cabeças (Monumentos 2,3 e 4) foram encontradas a aproximadamente 150 m para norte do Complexo A. Encontravam-se dispostas numa linha ligeiramente irregular, voltadas para norte. A outra cabeça gigante (Monumento 1) foi encontrada a algumas dezenas de metros para sul da Grande Pirâmide.
Pensa-se que as cabeças de La Venta terão sido esculpidas cerca de 700 a.C., possivelmente mesmo 850 a.C. enquanto que as cabeças de San Lorenzo são atribuídas a um período anterior. Estas cabeças gigantes podem atingir cerca de 3 metros de altura e pesam várias toneladas. O enorme tamanho das cabeças por si só é causa de muitas especulações sobre o modo como os olmecas aconseguiram movê-las. A principal pedreira do basalto utilizado nas cabeças gigantes de La Venta foi localizada em Cerro Cintepec, nos Montes Tuxtla, a cerca de 80 km de distância.
Cada uma das cabeças apresenta-se adornada com uma decoração única, semelhante a um capacete. Estes capacetes teriam servido de protecção na guerra e em partidas cerimoniais de jogo de bola. O consenso científico é que as cabeças representam poderosos líderes olmecas.
As faces aplanadas e os lábios grossos característicos das cabeças olmecas, têm sido fonte de grande debate sobre a sua semelhança com características africanas. Alguns insistem que os olmecas eram africanos. Outros dizem que é possível que as cabeças tenham sido esculpidas desta forma reflectindo o pouco espaço disponível nos blocos de basalto, e não a verdadeira aparência das pessoas. Outros notam que além dos narizes achatados e lábios grossos, as cabeças apresentam prega  epicântica típica de povos asiáticos, e que todas estas características são encontradas ainda hoje nos índios mesoamericanos modernos. Na década de 1940, Miguel Covarrubias publicou uma série de fotografias de obras de arte olmecas e de faces de índios mexicanos actuais com características faciais muito semelhantes.

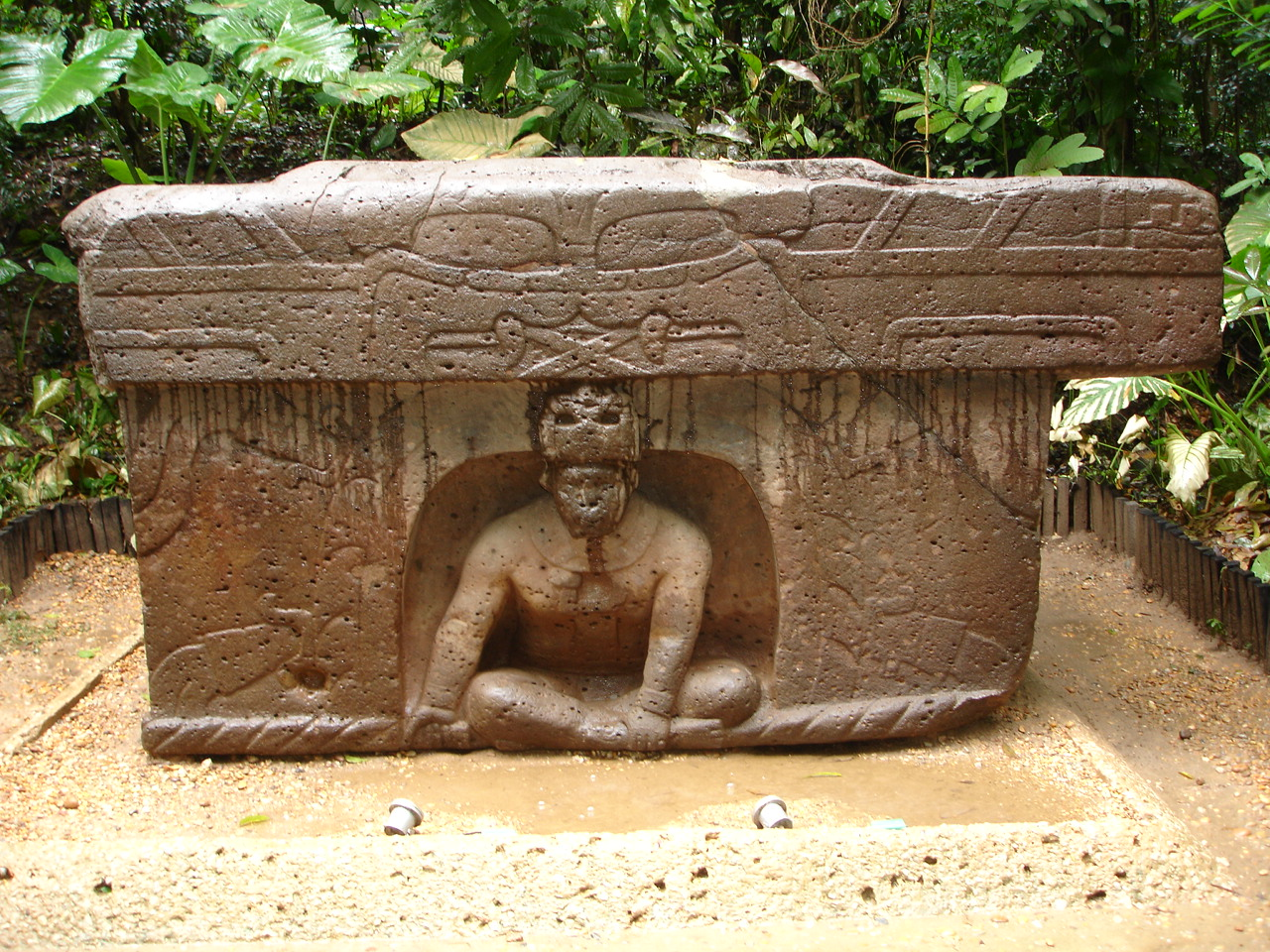
Altar 4 de La Venta. Notar a corda que enrolada no chão, segurada pela figura, implicando que a figura está sentada na boca da criatura.(Para uma vista oblíqua do Altar 4, clique aqui.)

### Altares 4 e 5
Forma encontrados em La Venta sete altares de basalto, sendo os mais conhecidos os altares 4 e 5. Estes altares, com cerca de 2 metros de altura e 4 metros de largura, apresentam ambos uma figura elaboradamente vestida e esculpida ao centro.
A figura do altar 4 está sentada no interior do que parece ser uma gruta ou a boca de uma criatura fantástica, segurando uma corda que se enrola à volta da base do altar à sua direita e esquerda. No lado esquerdo, a corda está ligada a uma figura sentada feita em baixo-relevo. O lado direito apresenta-se erodido mas pensa-se que fosse similar à cena do lado esquerdo.
O consenso actual é que estes "altares" são tronos nos quais os líderes olmecas se sentavam durante rituais ou cerimónias importantes. Isto leva muitos investigadores a interpretar a figura na frontaria do altar 4 como tratando-se de um líder, que contacta com ou é ajudado pelos seus antespassados, as figuras de cada um dos lados do altar. Alternativamente, alguns pensam que estas figuras mostram cativos amarrados.
O altar 5 está voltado para o altar 4, sendo-lhe similar em aspecto e tamanho, exceptuando o facto de a figura central segurar na mão um jaguar-homem bebé inerte, talvez morto. O lado esquerdo do altar 5 apresenta baixos-relevos de humanos segurando jaguar-homens.. Tal como no caso do altar 4, o lado direito do altar 5 encontra-se erodido.
Há quem interprete o jaguar-homem bebé na frente do altar 5 como sendo uma representação de sacrifício infantil. Outros, no entanto, vêem aqui uma representação do mito da emergência humana, ou como uma história de uma viagem espiritual.
Apesar de não serem tão impressionantes e não tão bem trabalhados, os altares 2 e 3 são semelhantes aos altares 4 e 5. Cada um deles apresenta uma figura central, uma com um bebé outra sem e estão colocados um frente ao outro na aresta sul da Grande Pirâmide.

## Estrutura social
Pouco se sabe da estrutura da sociedade de La Venta ou acerca do estado olmeca. A partir do tamanho e diversidade de La venta presume-se que a sociedade local consistia de uma classe de élite, uma classe de artesãos, e um grande grupo de trabalhadores e agricultores que suportavam estas classes. 
Estima-se que La Venta necessitaria de uma população de pelo menos 18 000 pessoas durante a sua principal fase de ocupação.

## Descoberta e escavação
Frans Blom e Oliver La Farge efectuaram as primeiras descrições detalhadas de La Venta durante a sua expedição de 1925, apoiada pela Universidade de Tulane.
O sítio foi inicialmente escavado por Matthew Stirling, entre 1941 e 1943, com várias escavações subsequentes até à década de 1960. Atribui-se por vezes a Stirling a identificação da civilização olmeca; apesar de vários sítios e monumentos olmecas serem conhecido desde tempos anteriores, foi o trabalho de Stirling que colocou a cultura olmeca em contexto. 
Rebecca Gonzalez-Lauck liderou uma equipa do INAH (Instituto Nacional de Antropología e Historia) que efectuou escavações durante a década de 1980.